# Новелла о горшке с базиликом

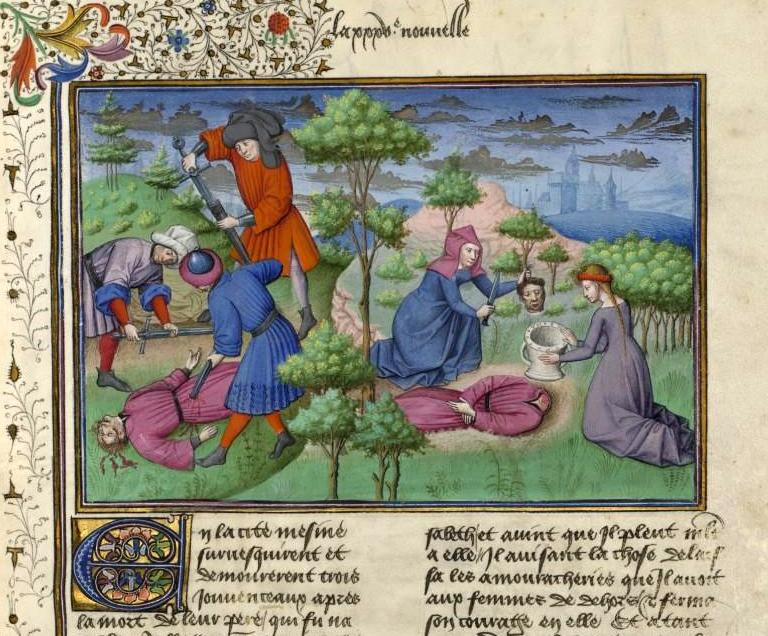
Иллюстрация к новелле из рукописи "Декамерона" XV века

Новелла о горшке с базиликом (итал. Lisabetta da Messina e il vaso di basilico) —  новелла из «Декамерона» (IV, 5) Боккаччо.

## Сюжет
Новеллу рассказывает Филомена в 4-й день, темой историй которого была выбрана несчастная любовь. Это 5-я новелла этого дня.
Главная героиня — Изабелла (в правильном русском переводе её имя «Изабетта»; в оригинале она Isabetta и Lisabetta) из Мессины, представительница семейства богатых купцов, детей человека из тосканского города Сан Джиминьяно (знаменитого своей торговлей шерстью). 
У нее начинается роман с неким Лоренцо, работавшим на её братьев и жившим в их доме. Однажды ночью один из братьев видит, как Изабелла идет к юноше в комнату. Чтобы скрыть грех сестры, трое её братьев тайно сговариваются, убивают Лоренцо и закапывают его труп. Окружающим они говорят, что послали его куда-то за город с поручением. Лоренцо является Изабелле во сне и указывает, где похоронен. Тайком выкопав его голову, она кладёт её в горшок, куда сажает салернский базилик  и ежедневно подолгу плачет над нею. Братья отнимают горшок у Изабеллы, после чего она вскоре умирает с горя. Убийцы сбегают из города в Неаполь.

## Анализ

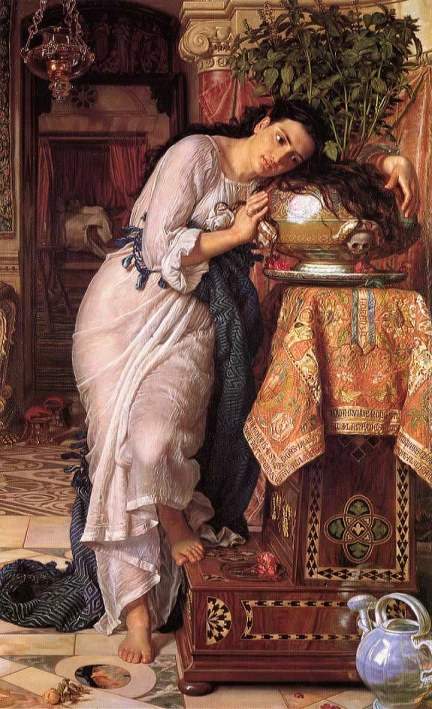
Уильям Хант, «Изабелла и горшок с базиликом» (1856)

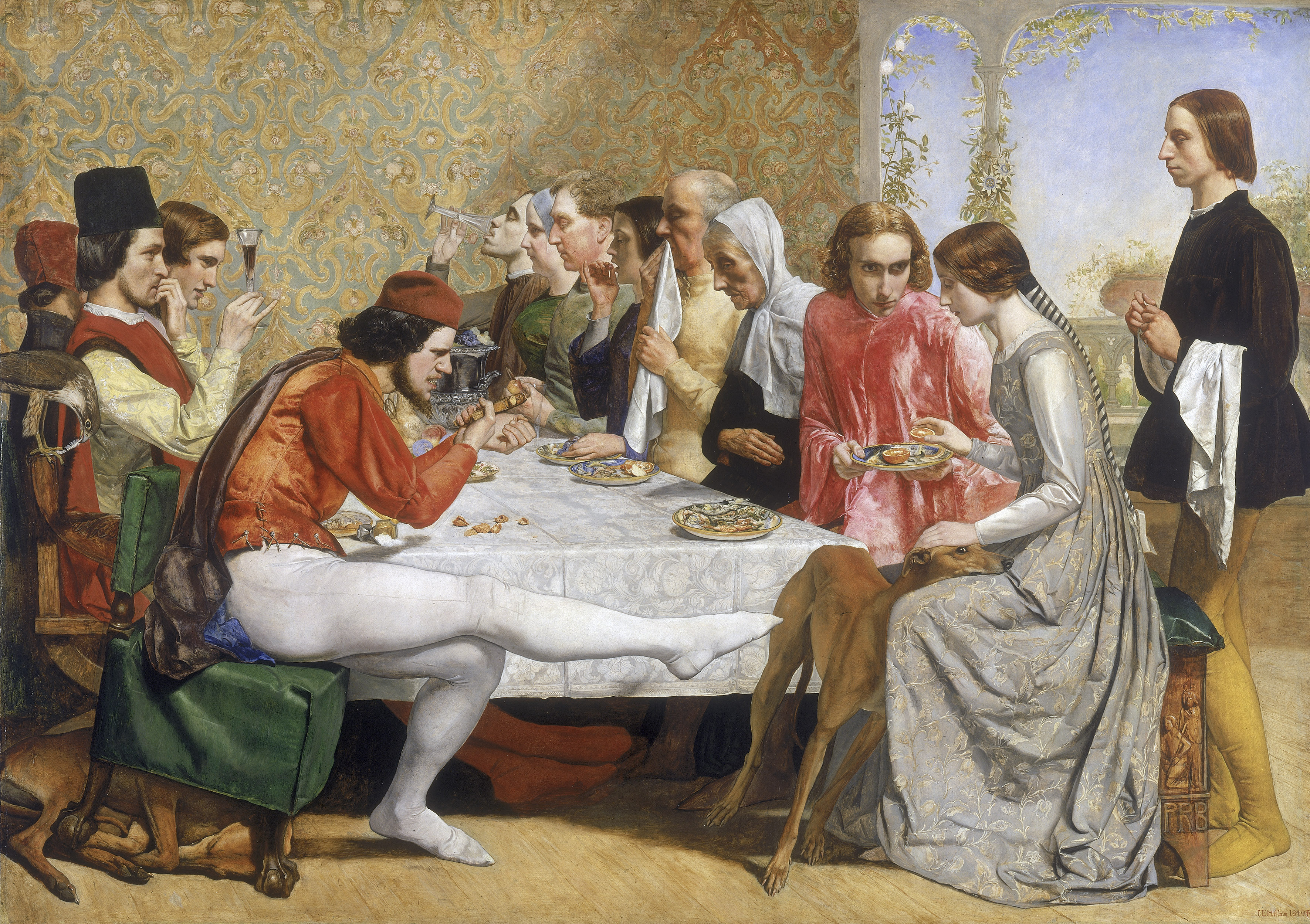
Джон Милле, «Изабелла» (1849)

Одна из самых популярных новелл «Декамерона». 
У истории нет точного источника, хотя тема явления призрака возлюбленного встречается в «Метаморфозах» Апулея (8,8; 9.13). 
Отчасти является беллетризацией народной песни, которая приведена автором отрывком в тексте: «Что то был за нехристь злой, / Что мой цветок похитил и т. д.» (Qual esso fu lo malo cristiano / che mi furò la mìa grasta) — текст этой песни XIV века сохранился и опубликован. Эту сицилийскую народную песню на неаполитанском диалекте цитируют по extenso из манускрипта MS.Laurent.38, plut.42 в издании «Декамерона» (изд. Fanfani, Florence, 1857). Вообще она сохранилась в нескольких версиях, однако ни одна из этих версий, в отличие от новеллы, не объясняет, с чего героиня вообще плачет над горшком с базиликом. В песне используется игра слов: героиня плачет о мужчине, который похитил ее горшок с базиликом (т.е. девственность).
Как и другие новеллы 4-го дня «Декамерона», посвященного несчастной любви, она описывает насилие, прямо направленное только на мужчин, но при котором женщина становится вторичной жертвой (умирая от любви и т.п. — но все от естественных причин либо от собственной руки). При этом, до 4-го дня женщины в «Декамероне» вообще не умирали. Как и в других новеллах книги, грех Изабеллы, ужасный в глазах её братьев, совершенно не осуждается автором и рассказчиком, который считает этот "грех" естественным правом женщины.
В данном сюжете растение базилик становится символом любви. Любопытно, что упомянутый Боккаччо салернский базилик ничем не знаменит, комментаторы предполагают, что возможно автор перепутал  его с беневентским, который действительно славился своим сильным ароматом.

## В искусстве
- Послужила источником[8] поэмы Джона Китса «Изабелла, или Горшок с базиликом[англ.]» (1818, Isabella, or the Pot of Basil), которая вдохновила множество британских авторов других жанров[9]. Поэма Китса имеет некоторые расхождения с текстом Боккаччо[10], например, он ввел собаку и переместил место действия во Флоренцию.

(…) Она домой внесла её тайком

И каждую расправила ресницу

Вкруг усыпальниц глаз, и липкий ком

Его волос расчесывала, литься

Своим слезам позволив, будто льдом

Вод родниковых дав ему умыться.

Так над главой любимого она

Все плакала, вздыхала дотемна.

Потом атласом бережно покрыла,

Пропитанным сладчайшею росой

Цветов Востока; новая могила

Теперь обретена. — В горшок простой

Цветочный положив, припорошила

Она свое сокровище землей

И посадила базилик на ней,

И орошала влагою очей. (…)

 (Пер. Сергей Сухарев)

- В переложении Китса пользовалась большой популярностью у прерафаэлитов, которые написали множество картин на этот сюжет[9], в том числе:
  - Джон Милле, «Изабелла» (1849)
  - Уильям Хант, «Изабелла и горшок с базиликом» (1856)
- Фрэнк Бридж, симфоническая поэма «Isabella, or the Pot of Basil» (1907)
- Сказка Ганса Кристиана Андерсена «Эльф розового куста» рассказывает очень похожую историю, но с добавлением в сюжет цветочного эльфа и возмездия.
- Вошла в число новелл, отобранных Пазолини для экранизации в его «Декамероне». Однако в фильме у сюжета более оптимистичный финал[12].